# The Veils of Bagdad
The Veils de Bagdad é um filme de aventura de 1953 dirigido por George Sherman.

## Enredo
Antar é enviado por Selima, chefe do Império Otomano, para evitar que o paxá Hammam tente derrubar o imperador. 

## Elenco
- Victor Mature como Antar
- Mari Blanchard como Selima
- Virginia Field como Rosanna
- Guy Rolfe como Kasseim
- Leon Askin como Hammam